# Edward Turner (Chemiker)

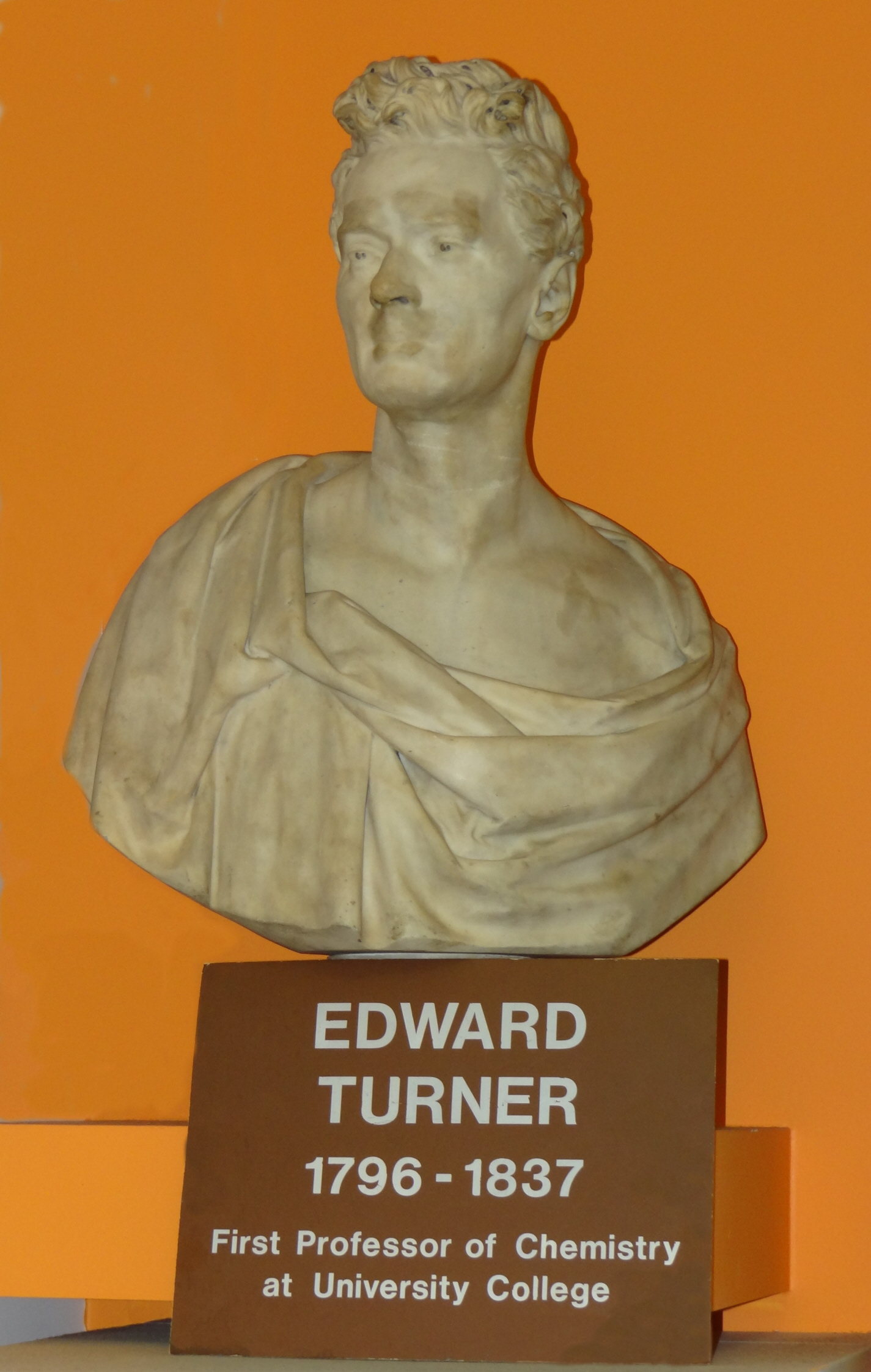
Büste von Edward Turner

Edward Turner (* 24. Juni 1798 in Clarendon Parish, Jamaika; † 12. Februar 1837 in Hampstead (London)) war ein englischer Chemiker.

## Leben
Turner wuchs teilweise in Bath auf und studierte mit seinem Bruder in Edinburgh dort Medizin mit der Promotion 1819 (M.D.). Sein Bruder ging als Arzt zurück nach Jamaika, Edward Turner selbst praktizierte in Bath und beschloss nach einem Besuch in Paris sich der Chemie zu widmen und studierte in Göttingen Chemie und Mineralogie bei Friedrich Stromeyer. Nach der Rückkehr 1823 wurde er Lecturer in Edinburgh und 1828 erster Professor der Chemie am neu gegründeten University College der Universität London. Dort lehrte er auch Geologie.
Turner wurde bekannt durch seine Bekämpfung der von William Prout vertretenen Annahme, dass alle Atommassen ganzzahlige Vielfache der Atommasse des Wasserstoffs sein müssen. Thomas Thomson versuchte die These von Prout experimentell zu stützen, sie war jedoch schon durch Humphry Davys Tafeln der Atomgewichte widerlegt worden und endgültig durch die Tabellen von Jöns Jacob Berzelius (Grund waren wie sich viel später herausstellte, die Existenz von Isotopen). Auch Turner griff die Untersuchungen von Thomson und die These von Prout an (Veröffentlichungen in den Philosophical Transactions der Royal Society 1829 und 1833) und bestätigte Berzelius.
Er untersuchte die Zusammensetzung von Erzen, Mineralien und Mineralwässern, besonders Manganerze, und untersuchte die Wirkung giftiger Gase auf Pflanzen. Sein Lehrbuch der Chemie erlebte acht Auflagen.
1826 wurde er zum korrespondierenden Mitglied der Göttinger Akademie der Wissenschaften gewählt.  1831 wurde er Fellow der Royal Society und er war Fellow der Royal Society of Edinburgh (1830). 1835 war er Vizepräsident der Geological Society of London.

## Werke
- Introduction to the Study of the Laws of Chemical Combination and the Atomic Theory, 1825
- Elements of chemistry, 1827. (8 Auflagen, Deutsch von Hartmann Leipzig 1829, später in höherer Auflage noch herausgegeben von Liebig)